# 小行星6538
小行星6538（英語：6538 Muraviov）是一颗围绕太阳公转的小行星。1981年9月25日，柳德米拉·切爾尼赫在克里米亚发现了此天体。
这颗小行星的绝对星等为146.3042840131234等。